# Хаген, Ева-Мария
Ева-Мария Хаген (нем. Eva-Maria Hagen), урождённая Ева-Мария Бухгольц (нем. Eva-Maria Buchholz); 19 октября 1934[…], Колчин, Любушское воеводство — 16 августа 2022, Гамбург) — немецкая актриса и певица. Её дочь — Нина Хаген.

## Биография
Ева-Мария Хаген родилась 19 октября 1934 года в посёлке Колчин (ныне — Любушское воеводство) в семье сельскохозяйственных работников.
В 1952 году изучала актёрское мастерство в Восточном Берлине.
В 1953 году начала выступать в Берлинском ансамбле под руководством Бертольта Брехта.
В 1954 году вышла замуж за сценариста Ханса Олива-Хагена. В 1955 году родилась дочь Катарина, которая позже стала известна как актриса и певица Нина Хаген.
В 1956 году Ева-Мария Хаген продолжила обучение актёрскому мастерству в Академии Фрица Кирхгоффа в Западном Берлине.
В 1957 году она начала свою карьеру в качестве актрисы на киностудии DEFA.
С 1957 по 1965 год она приняла участие примерно в 50 кино- и телевизионных постановках.
В 1958 году Ева-Мария Хаген получила предложение работать в театре Максима Горького
В 1965 году она познакомилась с певцом и автором песен Вольфом Бирманом, которому через полгода запретили выступать. Они были партнёрами по жизни с 1965 по 1972 год. Против них был проведен суд за «клевету на государство» и их выступления проходили в основном в провинциальных театрах.
В конце 1976 года была уволена с работы без уведомления из-за её протеста против недавней вынужденной эмиграции Бирмана. В 1977 году она была лишена гражданства ГДР и переехала в Федеративную Республику Германия вместе с дочерью Ниной.
В 1997 году получила приглашения на концерты от Goethe-Instituts в Ирландии, Шотландии, Англии, Швеции и Украине.
В 1998 году отправилась читать лекции в 50 немецких городов со своей книгой «Eva und der Wolf».
Жила в Гамбурге, Берлине и Уккермарке. Скончалась 16 августа 2022 года.

## Избранная фильмография
- Не забывай мой маленький Траудель (1957), в роли Траудель
- Spur in die Nacht (1957), в роли Сабины
- Товары для Каталонии (1959), как Марион Штёкель
- 1960 — Всегда в пути твоё лицо / Immer am Weg dein Gesicht — Рима, переводчица
- Платье (1961), в роли Катрин
- Рейзе инс Эхебетт (1966), в роли Мэри Лу
- Майне Фройндин Сибилла (1967), в роли Хелены
- Знамя Кривого Рога (1967), в роли Эльфриды
- 1973 — Легенда о Пауле и Пауле / Die Legende von Paul und Paula — блондинка в клубе
- Herzlich willkommen (1990), в роли Sekretärin
- Vier gegen Z (2005—2006, телесериал), в роли Гедды Соренсен[8]